# Philipp Degen
Philipp Degen, född 15 februari 1983 i Hölstein, är en schweizisk före detta fotbollsspelare som senast spelade i FC Basel. Degen är till hälften Nederländsk då hans mor kommer därifrån. Hans tvillingbror David är också fotbollsspelare och spelar i Young Boys.

## Klubblagskarriär
Degen är högerback och beskrevs av Liverpools dåvarande tränare Rafael Benitez som "en offensiv spelare med mycket energi och en vinnande mentalitet" när han värvades av klubben från Borussia Dortmund sommaren 2008.. 
Han har dock varit svårt drabbad av skador under sin tid i Liverpool och hans ligadebut kom först i september 2009 mot Burnley. 
På grund av skador deltog han bara i sju ligamatcher under sina första två säsonger i klubben. När Roy Hodgson tog över som manager för Liverpool sommaren 2010 meddelade han Degen att han skulle börja leta efter en ny klubb. I början på augusti stod det klart att Degen lånas ut till tyska Bundesliga-klubben VfB Stuttgart hela säsongen 2010-2011. Efter en ny skadefylld säsong återvände Degen till Liverpool efter att bara ha spelat fem ligamatcher för Stuttgart.

## Landslagskarriär
Degen deltog i det schweiziska landslaget i VM 2006 när man tog sig till åttondelsfinal innan man blev utslagna på straffar av Ukraina. Trots att han missade stora delar av säsongen 2007-2008 på grund av skada deltog Degen även i EM 2008.

## Meriter
FC Basel
- Schweiziska ligan: 2002, 2004, 2005, 2012, 2013, 2014, 2015, 2016
- Schweiziska cupen: 2003, 2012
- Uhren cup: 2013